# Harzweg (Quedlinburg)

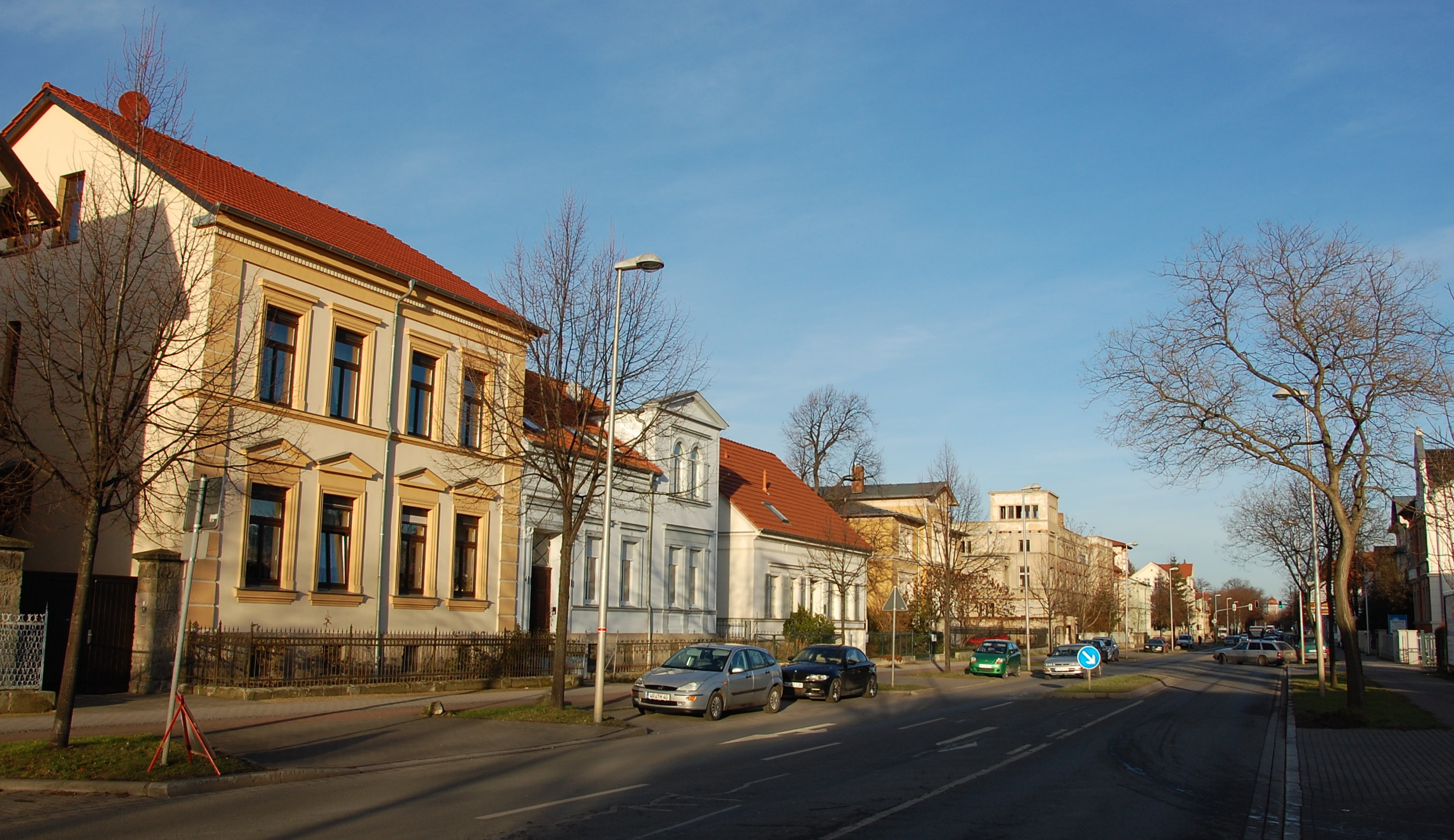
Harzweg

Harzweg 1-16, 18, 20, 22, 24, 26, 28, 30, 32, 34, 36 ist die im Quedlinburger Denkmalverzeichnis eingetragene Bezeichnung für einen denkmalgeschützten Straßenzug in Quedlinburg in Sachsen-Anhalt.

## Lage
Der Straßenzug liegt südlich der historischen Quedlinburger Altstadt und verläuft weitgehend parallel zur nördlich gelegenen Bode. Der Harzweg verläuft von der Rathenaustraße im Osten in westlicher Richtung bis zum Neuen Weg.

## Anlage und Geschichte
Der ursprünglich vorstädtische Straßenzug  wurde in seiner heutigen Form im 19. und Anfang des 20. Jahrhunderts bebaut. Es entstanden repräsentative Gebäude in den Stilen des Klassizismus, Historismus und des Jugendstils. Die Bebauung ist dabei eher locker, wobei eine Gliederung durch Gärten und aufwendige Grundstückseinfriedungen erfolgt.
Der Benennung nach gehören zum Denkmal auch die als Einzeldenkmale ausgewiesenen Gebäude Harzweg 3, 4, 5, 6, 7, 8, 9, 10, 11, 12, 13, 14, 15, 18, 20, 22, 24, 26, 30, 32, 34 und 36.
Nicht zum Denkmal gehören die ebenfalls im Harzweg gelegenen Einzeldenkmale Mettehof, Stumpfsburg, Harzweg 27 und 29.